# 长刺萤叶甲属
长刺萤叶甲属（学名：Atrachya）是金花虫科下的一个属。

## 下属物种
本属包括以下物种：
- 豆长刺萤叶甲 Atrachya menetriesi Faldermann，豆守瓜